# 澳門都市更新股份有限公司
澳門都市更新股份有限公司（葡萄牙語：Macau Renovação Urbana, S.A.）是一間由澳門特別行政區政府、工商業發展基金及科學技術發展基金組成的股份私人股份有限公司。據公司介紹優化澳門的居住質素及環境，包括舊區重建和活化工作，以及開展澳門特別行政區以外為澳門居民發展的居住項目。

## 歷史
2017年10月24日，都市更新委員會召開第九次全體會議，繼續討論由第二專責小組提出的《設立澳門都市更新股份有限公司》行政法規及公司章程之建議草案，最後兩者獲大會通過，只須再作少許修改就很快可出台，交上政府去拍板決定。該小組委員代表表示，法案建議內容提出該政府全資擁有的公司屬行政公益法人性質，以非牟利的機構去運作，設有不少於三名的股東，由政府機構及政府基金擔任，如澳門基金會。公司股份只能內部轉移。
2019年1月29日，澳門立法會舉行全體會議，政府代表表示，完成草擬《設立澳門都市更新股份有限公司行政法規》和《澳門都市更新股份有限公司章程》，已經正式進入立法階段，相關草案無需經過立法會審議在公布後正式生效。
2019年4月4日，澳門特別行政區行政會完成討論《設立澳門都市更新股份有限公司》行政法規草案。由澳門特別行政區、工商業發展基金及科學技術發展基金組成的股份有限公司組成“澳門都市更新股份有限公司”，以私人公司方式，推動和協調澳門本地都市更新。
2019年6月3日，該公司召開記者招待會，介紹公司的組建情況及初步發展方向。其中董事會主席為林金城、第一副主席為謝思訓。當中董事會主席林金城介紹都更公司成立背景和必要性、公司組織架構和運作，作為負責協調和推動澳門都更的實體。該公司由政府全資擁有，公司董事會由7名組成，監事會由3名組成，架構成員來自管理、建築、法律、會計等多個領域的專業人士。董事會下設執行委員會、設計策劃委員會、財務委員會等多個專責委員會開展不同領域的工作。同日，都更公司宣佈位於黑沙環填海區的P地段即原“海一居”收回的地段用作興建“置換房”，供原「海一居」樓花小業主登記購買。
2020年2月10日，行政會完成討論《修改第12/2019號行政法規〈設立澳門都市更新股份有限公司〉》行政法規草案。草案建議修改第12/2019號行政法規第二條第二款的規定，增加“開展優化澳門居民居住質素及環境的在澳門特別行政區以外的項目”的內容，為澳門都市更新股份有限公司興建“澳門新街坊”項目及將來類似的項目創造法律條件。
2020年3月25日，《行政長官公報》委任澳門大學社會科學學院副院長盛力及中山大學粵港澳發展研究院教授王禹兼任都更公司董事會董事，任期三年。
2020年10月19日，該公司推出微信公眾號，讓居民了解都更公司項目之情況。
2021年3月10日，特區公報刊登司長批示，P地段正式列作暫住房和置換房項目，以租賃方式及免除公開競投，將黑沙環P地段（即原海一居地段）47,682平方米土地批予都更公司，以興建置換房、暫住房及公共集體設施。
2021年7月13日於望廈社屋設置示範單位供公眾參觀，該項目以私人樓宇標準建造，將興建8棟暫住房，樓高37層至50層，可提供2,803個暫住房單位，並設有約1,100個車位及約590個電單車位。項目內設有多元化康樂休閒設施，包括戶外及架空層康體運動空間、兒童遊樂區、漫步道，並鋪設草坪、種植植物等，綠化比率超過50%。為便利區內居民生活，地段内及周邊將同步建有商業空間、公共汽車轉乘站、2條公共道路、行人專用區及行人天橋，以連接周邊社區；其中，行人專用區將同時用作緊急消防車道及通風走廊。整個項目預計2024年底竣工。
2022年8月10日，位於黑沙環P地段的暫置房項目，新造樁基礎工程進展順利，部份地段已完成樁基礎施工，並進入基坑支護及地庫開挖階段工作，工程施工嚴格按照防疫指引推進。
2022年8月18日，澳門新街坊項目進入上蓋施工工程，預計於2023年下半年竣工，2024年初有首批居民入伙。
2023年6月27日，橫琴「澳門新街坊」舉行揭牌儀式。項目工程已進入最後驗收階段，預計8月完成竣工驗收。都更公司預計同年內開售，首批澳門居民亦於同年內可入住，若購買人數超過單位數則採用抽籤，並計劃在澳門及橫琴設銷售中心，方便市民遞交申請。
2023年11月24日，都更公司宣佈「澳門新街坊」項目工程已順利落成，於同年11月28日上午9時起公開接受線上及線下認購。銷售中心分佈澳門及橫琴，澳門銷售中心位於澳門半島南灣大馬路599號羅德禮商業大廈1樓，橫琴銷售中心位於祥順路388號澳門新街坊第四棟會所1樓。
2024年1月2日，位於橫琴粵澳深度合作區的“澳門新街坊”項目正式交房和入伙。
2025年6月27日，合共8棟樓宇的暫住房項目竣工，正展開竣工檢驗工作，並正式命名為「悅居」及「樂居」。
2025年7月8日，置換房項目（明珠都滙）順利通過竣工檢驗，並已獲權限部門發出樓宇使用准照（即俗稱「入伙紙」）。都更公司將陸續安排合資格購買者辦理交樓手續。

## 組織法規
- 《第12/2019號行政法規》——設立澳門都市更新股份有限公司。
- 《第20/2019號行政長官公告》——命令公佈《澳門都市更新股份有限公司章程》[19][20]。

## 組織架構

### 股東會
- 澳門特別行政區代表：財政局副局長何燕梅
- 工商業發展基金代表：經濟及科技發展局局長邱潤華
- 科學技術發展基金代表：行政委員會委員鄭冠偉

### 董事會
- 主席：林金城
- 副主席：謝思訓、梁竟成、劉永誠
- 成員：黃中原、潘樂祺、譚志煒、盛力、王禹

### 監事會
- 主席：邱庭彪
- 成員：張樂田、黃浩彪

## 主要項目
- 黑沙環新填海區P地段暫住房及置換房項目：位於黑沙環P地段的暫住房及置換房項目，其中置換房項目命名為明珠都滙、暫住房項目命名為悅居／樂居；前身為保利達集團“海一居”項目，由於該地皮因25年臨時批租期屆滿，政府宣告該地段批給失效被勒令收回；項目於2025年竣工及入伙[22][23][24][25]。
- 澳門新街坊：位於橫琴粵澳深度合作區中心位置，背靠小橫琴山、面向天沐河，佔地面積約19萬平方米的大型住宅綜合民生項目，總建築面積約62萬平方米。住宅單位僅供澳門居民出售，人才房只租不賣。項目共27棟住宅樓宇，合共提供4,000個住宅單位及200多個人才房，其中八成為兩房單位，其餘為三房單位，於2019年規劃[26]，2020年12月31日動工[27]，項目於2023年11月28日起在澳門及橫琴兩地同時開售；及後於2024年1月起安排住戶入伙[28]。
- 祐漢七棟樓重建項目：位於目前祐漢新邨的七棟舊式樓宇，包括南至勝意樓、萬壽樓一線；西至騎士馬路；北至祐漢新村第八街，涉及2,428個住戶。都更公司於2020年3月起開展為期10個月的調研[29][30]，於2021年6月公布調研報告結果，大多數業主支持重建，但傾向舊樓換私樓但不換公屋[31][32][33]。

## 財政
2020年6月2日，該公司代表出席澳門立法會公共財政事務跟進委員會會議，介紹公司項目規劃及財務狀況。在成立之際先獲特區政府注資澳門幣一億元作為起始營運資本，2019年總收入為976,600元，一般營運開支為2,416,532元。該公司開展的「澳門新街坊」項目，已向中國銀行澳門分行以平均3.45%利率融資人民幣58億元，作為項目公司註冊資本。

## 外部連結
- 澳門都市更新股份有限公司 （页面存档备份，存于）
- 印務局 - 澳門都市更新股份有限公司公告、法律、批示及行政法規 （页面存档备份，存于）
- 澳門特別行政區 - 第12/2019號行政法規 （页面存档备份，存于）
- 第20/2019號行政長官公告 - 《澳門都市更新股份有限公司章程》 （页面存档备份，存于）